# Radio 2 Live
Radio 2 Live è un programma radiofonico settimanale di Rai Radio 2 dedicato alla musica dal vivo, ai concerti e agli eventi. La prima puntata è andata in onda l'11 settembre 2009. Il programma è ideato e condotto da Gerardo Panno. La regia è di Andrea Cacciagrano.
Va in onda generalmente il venerdì sera alle 21.00 ma in occasioni speciali la serata può spostarsi in altri giorni della settimana.
Tra gli speciali 2011, la diretta sull'Eurosonic Festival 2011 e gli European Border Breakers Awards (EBBA) 2011.